# Lennart Alexandrie
Lennart Alexandrie, född 20 oktober 1958, är en svensk chefredaktör och verkställande direktör.

## Biografi
1990 grundade Lennart Alexandrie förlaget Ar Media International som bland annat ger ut säkerhetstidningen Detektor och nyhetssajten SecurityWorldMarket.com. Alexandrie är också chefredaktör för Detektor, som enligt en rapport gjord 2005 av IMS research var den mest lästa och välkända tryckta säkerhetstidningen i Europa, Mellanöstern och Afrika.
Alexandrie tilldelades Hans Wermdalens säkerhetsstipendium 2007 med motiveringen att han "sedan starten av facktidningen Detektor 1989 och senare SecurityWorldHotel.com skapat lättillgänglig, objektiv och aktuell information om brotts- och skadeförebyggande åtgärder" och att detta tillsammans med mässan Sectech "bidragit till Sveriges höga anseende inom säkerhetsområdet".
År 2009 grundade Alexandrie tankesmedjan Säkerhet för Näringsliv och Samhälle (SNOS) som arbetar med opinionsbildning i trygghetsfrågor. Alexandrie ingick också i referensgruppen inför bildandet av branschorganisationen SäkerhetsBranschen. I egenskap av chefredaktör för SecurityUser har Alexandrie också engagerat sig i den offentliga debatten kring kameraövervakning.
År 2013 tilldelades Alexandrie, som enda europé, det internationella priset Gold Shield Award av Global Security Industry Alliance på China Public Security Expo i Shenzhen, Kina för "outstanding contributions in the global security industry".
År 2021 mottog Alexandrie SäkerhetsBranschens nyinstiftade utmärkelse Stora Säkerhetspriset med motiveringen: "Lennart har genom sitt engagemang och driv för säkerhetsbranschen varit med och påverkat utvecklingen framåt. Inte minst genom Sectech, Detektor Awards och SNOS bidrar Lennart med att lyfta innovationer och driva på utvecklingen kring säkerhetslösningar och branschfrågor såväl i Sverige som på den internationella marknaden.”